# Église Sainte-Agnès de Maisons-Alfort
Pour les articles homonymes, voir Église Sainte-Agnès.
L'église Sainte-Agnès d'Alfort est une église catholique située à Maisons-Alfort, en France. Elle est consacrée à la martyre Sainte Agnès.

## Localisation

L'église Sainte-Agnès à Maisons-Alfort.

L'église est située non loin des rives de la Marne, sur la commune de Maisons-Alfort, dans le département français du Val-de-Marne. Dénommée parfois « Prisme de Lumière » ou « Sainte-Chapelle des bords de Marne », elle est considérée comme l'une des réalisations culturelles les plus novatrices de son époque. Elle fait partie du parcours historique de la ville de Maisons-Alfort.

## Historique
Sous l'impulsion de l'abbé David, alors vicaire sur la paroisse de Saint-Remi de Maisons-Alfort, et grâce à son obstination et au concours de ses paroissiens, le projet de construction de cette église va enfin aboutir. Elle fera partie des réalisations de "reconquête" de l'Eglise de France, concrétisées par l'Œuvre des Chantiers du Cardinal de l'archevêque de Paris, le Cardinal Verdier.
L'édifice a été construit de 1932 à 1933 par les architectes Marc Brillaud de Laujardière, prix de Rome en 1920, et Raymond Puthomme qui s'inspirèrent de l'église Notre-Dame du Raincy. Il est classé au titre des monuments historiques en 1984. Ces deux architectes ont réalisé l'exploit de transformer un terrain exigu et enclavé aux géométries peu avantageuses, en un écrin architectural lumineux dans le plus pur style Art déco , avec une parfaite maîtrise des nouvelles techniques du béton armé. Autre prouesse, le travail en symbiose des architectes et des artistes, pour rendre cet ensemble cohérent, unique, empreint de modernité dans l'art et dans la foi et marquant le renouvellement de l'iconographie chrétienne. C’est en ce sens que l’église Sainte-Agnès d’Alfort est considérée comme ayant côtoyé l’idéal d’œuvre d’art totale .
Fernand Moureaux, directeur fondateur de l'usine de la Suze, distillerie produisant principalement l'apéritif Suze à base de gentiane, en sera le principal mécène par l'apport d'un financement qui a pu se monter jusqu'à 80 % de l'opération totale. La rapidité de sa construction, en moins d'un an, en est révélateur. Elle sera inaugurée et solennellement bénie par le Cardinal Verdier le 11 juin 1933, créant ainsi dans ce quartier d'Alfort une nouvelle paroisse, qui lui faisait tant défaut.

## Description

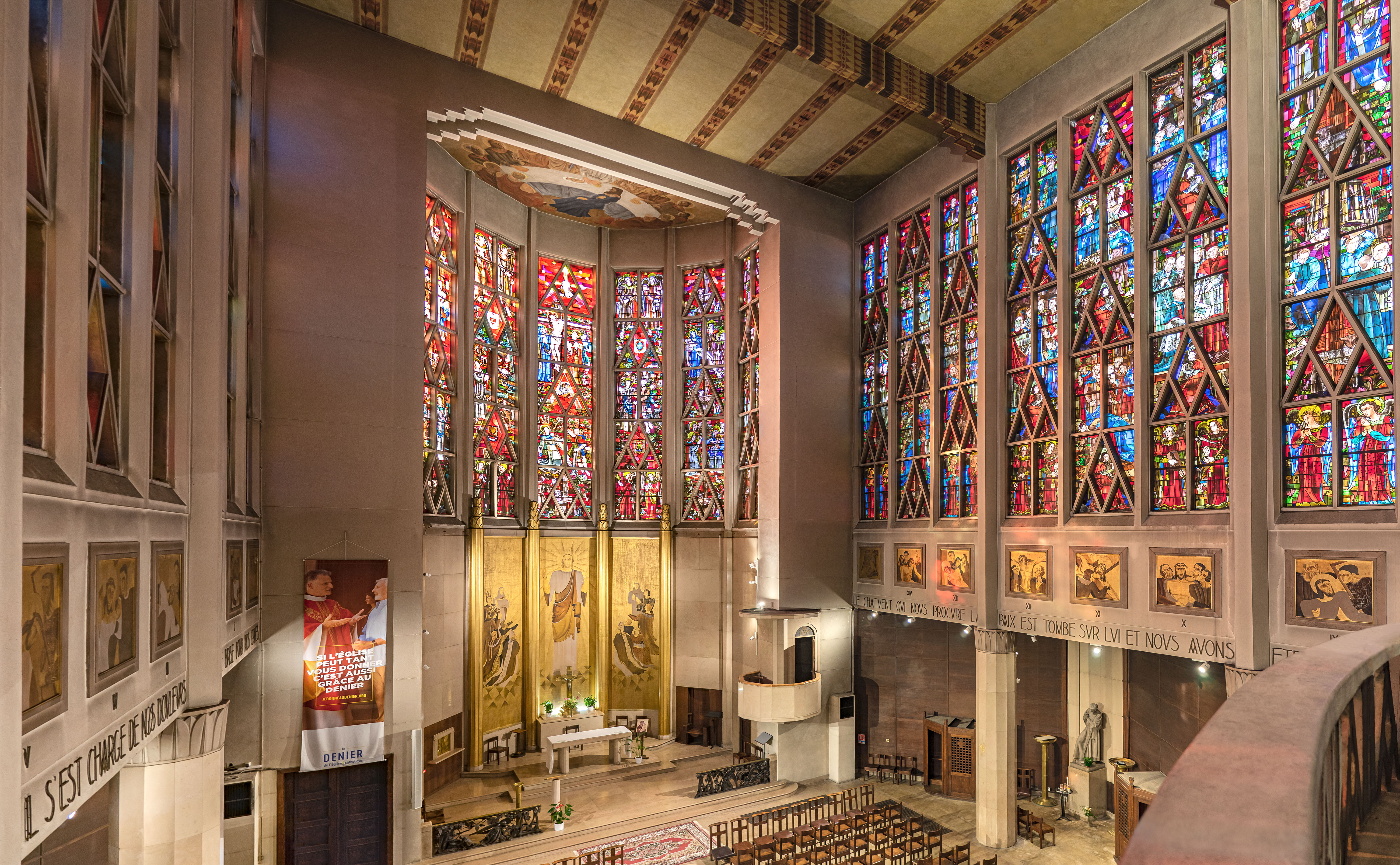
Vue d'ensemble de l'intérieur de l'église : unité dans l'art et dans la foi

L'église s'élèvera donc sur l'emplacement de l'ancien grenier à grains où résidait précédemment la chapelle d'Alfort administrée, à l'époque, par ce même abbé David. Cette dernière était dédiée à Saint Antoine de Padoue, rappelé dans l’église par une statue de style Art Déco d'Yvonne Parvillée.
Le style de l'édifice, dont l'ossature est en béton armé, reflète la nouvelle école rationaliste des années 1930, dont ses deux architectes sont empreints.
Le clocher octogonal, haut de 53 mètres, est fait de deux étages de six piliers de béton et pierre blanche, surmontés d'une coupole et d'un pilier sur lequel est scellée une croix en fer forgé de 8 mètres de hauteur, réalisé par Richard Desvallières. En plus d'être bien vu de loin, le clocher est aussi "bien entendu", comme le souhaitait l'abbé David, grâce à une grosse cloche de 700 kilos, fondue par l'entreprise Blanchet.
Le plan de l'église reprend la forme d'un losange allongé. À la suite de contraintes spatiales, sa large nef et ses bas-côtés dissymétriques, sont inclinés de 30 degrés par rapport à la façade principale. C'est également pour cette raison, qu'elle ne possède ni parvis, ni transept. L'abside, au fond du chœur, est polygonale, comme bon nombre d'éléments de décoration du style Art Déco ,. Cet art, par sa sobriété, ses formes épurées, élancées et géométriques, ses dessins expressifs, sied à merveille à la figuration de la sainte dédiée à cette église, dont le nom Agnès signifie en grec agnè « la pure ».
Le plafond de la nef repose d'une part, à l'avant et à l'arrière, sur deux portiques monumentaux et d'autre part, de chaque côté, sur deux piliers, libérant ainsi une surface au sol de plus de 200 mètres carrés, pouvant accueillir plus de 300 places assises.

Les murs latéraux sont percés à mi-hauteur d'immenses baies laissant une large place aux vitraux de Max Ingrand, qui aspirent la lumière au-delà des toits. Ces vitraux s'harmonisent parfaitement avec les fresques de Paule Ingrand, les statues de Gabriel Rispal, les fers forgés de Richard Desvallières et les torchères de Jean Serrière.

## Les artistes

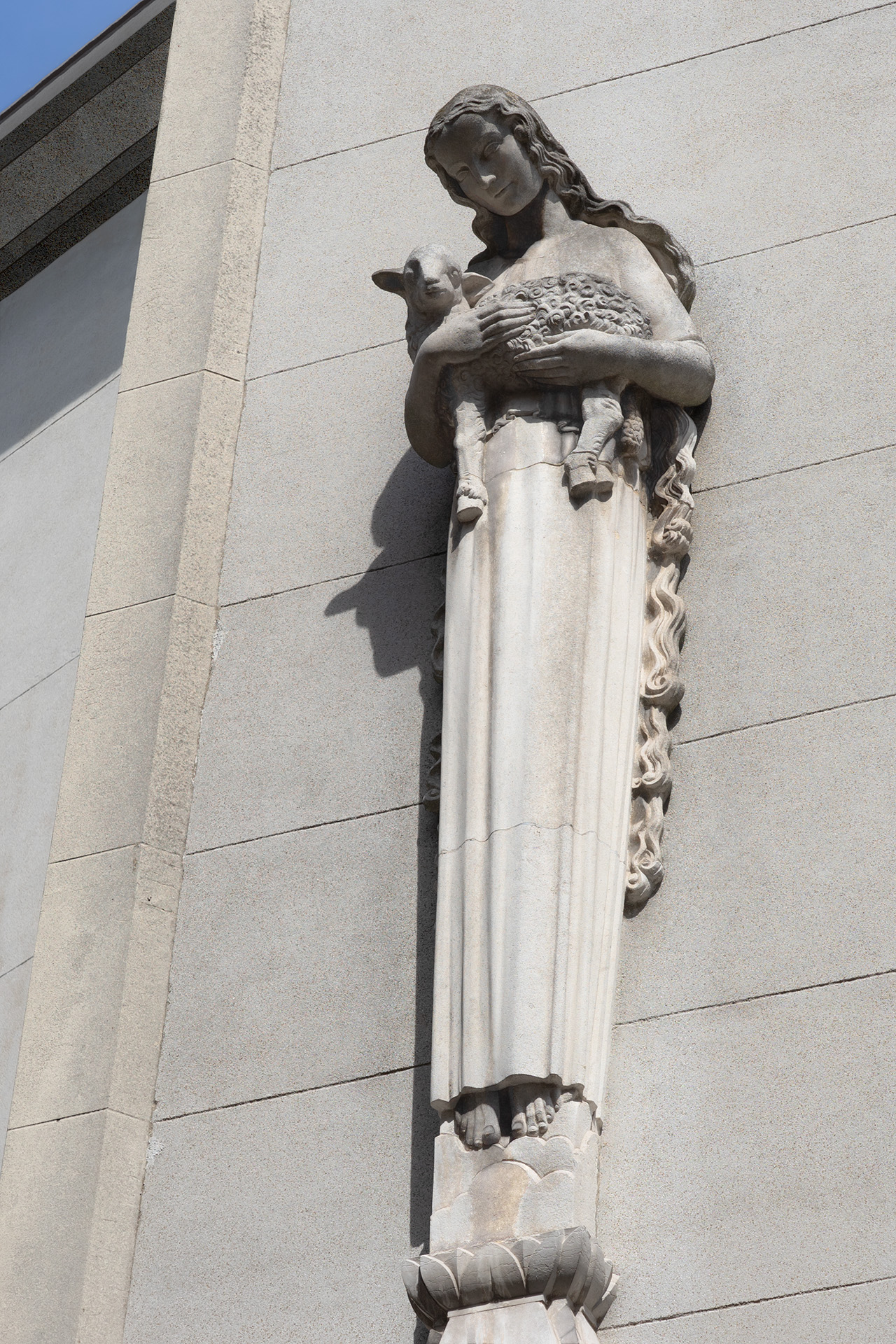
Statue de Sainte Agnès : la pureté jusque dans les traits

### Max Ingrand
Maître verrier, Max Ingrand a su faire entrer une lumière éclatante et colorée au travers d'immenses verrières qui fascinent le regard du visiteur, sitôt passé son portail. Il écrira "Le rôle d'un vitrail, …, c'est de créer l'atmosphère d'un édifice". Les vitraux illustrent l'Histoire de l'Eglise, de la Vierge, du Christ et de Sainte Agnès. Son expertise s'est révélée également dans le travail du bois doré avec le triptyque magistral du chœur et les panneaux du Chemin de croix.

### Paule Ingrand
Graphiste, peintre et fresquiste, son épouse, s'est attachée à faire vivre murs et plafonds par des fresques lumineuses et colorées, empreintes de finesse et de légèreté.

### Gabriel Rispal
Sculpteur, Gabriel Rispal est l'auteur de plusieurs œuvres dont les statues de la Vierge à l'enfant et de Saint Joseph en tenue de charpentier à l'intérieur, et surmontant le porche d'entrée, une statue monumentale de 4 mètres de Sainte Agnès serrant sur son torse un agneau, évoquant Jésus Christ, à qui elle a voué sa vie,.

### Richard Desvallières
Ferronnier et novateur dans son art, Richard Desvallières modela le fer forgé pour réaliser la Table Sainte et la grille du baptistère, entre autres œuvres.

### Raymond Subes
Ferronnier d'art, Raymond Subes conçut, pour sa part, la grille extérieure rue Nordling et le portail d'entrée des locaux paroissiaux, 9 avenue du Général-Leclerc.

### Jean Serrière
Peintre, émailleur, orfèvre, il réalisa les torchères, candélabres et bougeoirs.

## L'orgue
Soustrait du regard derrière une façade en cuivre repoussé, œuvre de Richard Desvallières, l'orgue de Sainte-Agnès allie harmonieusement les techniques traditionnelles et les nouvelles technologies du début des années 1930.
De type Cavaillé-Coll et installé entre 1934 et 1936 à son emplacement actuel, ces jeux représentent un ensemble sonore de 781 tuyaux.
Depuis des années, il nécessite une réelle restauration, soutenue activement par l'Association des Amis de Sainte-Agnès d'Alfort (A.A.S.A.A.), au travers, entre autres, de ses actions de recherche de fonds.
Il peut être vu et écouté au travers de deux vidéos proposées sur le site "Les orgues de Paris" de Vincent Hildebrandt.